# Stazione di Nuneaton
La stazione di Nuneaton (in inglese Nuneaton railway station) è la principale stazione ferroviaria di Nuneaton, in Inghilterra.